# Кригер, Энди
Энди Кригер (англ. Andrew (Andy) Krieger; род. 1956 год, США) — американский трейдер, финансовый аналитик и преподаватель. Совершил одну из самых крупных сделок в мировом трейдинге, обрушив валюту Новой Зеландии и её финансовый рынок.

## Биография
Энди Кригер родился в 1956 году и в четыре года начал анализировать котировки Уолл-Стрит и выдавать рекомендации о покупке акций своему отцу. Будущий трейдер собирался стать профессором философии и поступил в Пенсильванский университет, изучая санскрит, бенгальский язык, иврит и индийскую философию. Но позже он перешел в Уортонскую школу бизнеса, получив там MBA и пройдя практику в JP Morgan.
После учёбы Кригер устроился валютным трейдером в американский инвестиционный банк Solomon Brothers в 1984 году. Через два года, в 1986 году, Энди переходит на работу в Bankers Trust, один из крупнейших банков США XX века. Благодаря агрессивной стратегии, приносящей существенную прибыль, и постоянным успехам через год Кригеру доверили управление счетом на $700 млн, при том что среднестатистическому трейдеру на аналогичной позиции выделялось до $50 млн. Суммы некоторых сделок, которые он совершал в этот период превышали $1 млрд. Доходность валютной торговли Bankers Trust во время работы Кригера выросла в 10 раз: с $50-60 млн до $512 млн в год.
Во время работы в Bankers Trust Энди Кригер совершил сделку, сделавшую его известным. Во время «черного понедельника» 19 октября 1987 года, когда индекс Dow Jones упал на 22,6 %, обрушив и другие котировки по всему миру, трейдер сыграл на переоценённости новозеландского доллара («киви»). В результате Кригер заработал банку $300 млн, обрушив национальную валюту Новой Зеландии и фондовый рынок страны.
Вознаграждение, которое Кригер получил за эту сделку, составило всего 1 % от от прибыли Banker Trust, так что трейдер получил лишь $3 млн. После этого Энди в 1988 году ушёл в Фонд Джорджа Сороса.
Его уход повлёк ещё один скандал — одновременно с переходом на новое место работы со счетов Banker Trust пропало около $80 млн, что привело к падению капитализации банка на 2 %. В результате расследования New York Times пришли к выводу, что деньги перевёл Кригер, но доказать его вину не удалось. После ухода Кригера также снизилась и доходность валютных операций Bankers Trust до $153 млн в год.
Проработав на Сороса несколько месяцев Кригер ушёл с должности и уехал в Азию, где встречался с буддийскими ламами и индуистскими йогами. Затем он вернулся в США и основал сначала компанию Krieger & Associates Ltd, затем совместно с конкурсным управляющим Джонатаном М. Бергом — аналитическое агентство Capital Holding Corporation, управлявшее активами на сумму $500 млн и консультирующее клиентов. После — Northbridge Capital Management и несколько других.
В это время Кригер консультировал как отдельных людей, например, миллиардера и экс-кандидата в президенты США Росса Перо, так и корпорации и крупные компании — Anheuser-Busch и Tiffany&Co.
Также Кригер вместе с женой, Сури, создали фонд Karma Foundation для помощи инвалидам и финансирования образовательных проектов. Энди перечислил 10 % своего состояния в фонд при создании и затем перечислял в него 10 % годовой прибыли.
В 1992 году Энди Кригер совместно с Эдвардом Клафлином написал книгу о валютной торговле «The Money Bazaar: Inside the Trillion-Dollar World of Currency Trading Hardcover» («Денежный базар»), а на момент 2020-х годов помимо торговли на фондовом рынке занимается также обучением трейдингу.
В 2004 году Кригер пожертвовал пострадавшим от цунами в Индонезии $350 тысяч.
В 2006 году Кригер дал интервью журналисту из iialternatives, в котором сообщил о клиентском портфеле на сумму 100 млн у своей компании и закрытии трех инвестиционных фондов — Sigma, Sigma X3 и NorthStar Strategy.
По данным Wall Street Journal в 2019 году компания Кригера заработала $592 млн.

## Сделка на $300 млн и обрушение фондового рынка Новой Зеландии
19 октября 1987 года индекс Dow Jones упал на 22,6 % (примерно $500 млрд, крупнейшее однодневное снижение в истории), потянув вниз котировки по всему миру. Инвесторы стали переводить деньги в более устойчивые, включая различные валюты. Кригер вычислил одну из наиболее переоценённых на тот момент национальных валют — новозеландский доллар («киви»). «Киви» рос к доллару с сентября 1986 года и к «черному понедельнику» на пике достиг 40 %.
Энди открыл 100 тыс. опционов в рамках короткой сделки по паре USD/NZD и создал позицию, превысившую объёмы интервенций новозеландского центробанка.
Кригер вложил примерно 30-40 млн реальных долларов, а за счёт кредитного плеча 400:1 сумма вложений увеличилась до $15 млрд, превзойдя всю денежную массу Новой Зеландии.
Центробанк, не готовый к подобному развитию событий, был вынужден опустить курс валюты на 5 %, далее в течение дня курс новозеландского доллара падал до 10 %. По некоторым данным представители ЦБ или правительства Новой Зеландии звонили в Banker Trust с угрозами и просьбами прекратить атаку на национальную валюту.
Кригер заработал в этот день $300 млн долларов. Убытки Новой Зеландии составили приблизительно $3-4 млрд. Фондовый рынок страны упал на 15 %, а к концу месяца падение составило 60 %. Этот обвал удалось отыграть только спустя несколько лет.